# Judith Cabaud
Judith Cabaud (nascida em 8 de julho de 1941, em Nova York) é uma escritora e musicóloga francesa nascida nos Estados Unidos. Ela nasceu em uma família judia de herança polonesa e russa.
Depois de estudar ciências na Universidade de Nova York, ela foi para Paris e se formou em civilização francesa em 1960 na Sorbonne, e se converteu ao catolicismo romano.
Musicóloga e professora de inglês, ela é autora de vários livros sobre as relações entre o Judaísmo e o Cristianismo, o papel de Pio XII durante a Segunda Guerra Mundial e o Grande Rabino de Roma, Eugenio Zolli. Ela também é crítica musical no Festival de Bayreuth, na Alemanha, desde 1994.

## Traduções
- Eugenio Zolli, Avant l'aube: Autobiographie spirituelle, François-Xavier de Guibert, 2002
- Roy H. Schoeman, Le Salut vient des Juifs: Le rôle du Judaïsme dans l'histoire du salut depuis Abraham jusqu'au Second, Francois-Xavier De Guibert, 2006
- Roy H. Schoeman, Le miel du rocher. Seize témoignages d'accomplissement de la foi d'Israël dans le Christ, Francois-Xavier De Guibert, 2008